# Ableptina mouriesi
Ableptina mouriesi is een vlinder van de familie van de spinneruilen (Erebidae), van de onderfamilie van de Herminiinae. De wetenschappelijke naam van deze soort is voor het eerst voorgesteld als Nodaria mouriesi door Christian Guillermet in een publicatie uit 2004.
De soort komt voor in Réunion.